# Lake Echo
Lake Echo är en sjö i Australien. Den ligger i delstaten Tasmanien, i den sydöstra delen av landet, omkring 98 kilometer nordväst om delstatshuvudstaden Hobart. Lake Echo ligger 840 meter över havet. Arean är 35 kvadratkilometer. Den sträcker sig 11,8 kilometer i nord-sydlig riktning, och 6,5 kilometer i öst-västlig riktning.
I omgivningarna runt Lake Echo växer i huvudsak städsegrön lövskog. Trakten runt Lake Echo är nära nog obefolkad, med mindre än två invånare per kvadratkilometer. Genomsnittlig årsnederbörd är 1 078 millimeter. Den regnigaste månaden är september, med i genomsnitt 130 mm nederbörd, och den torraste är februari, med 46 mm nederbörd.